# کارکس کسپیتوسا
کارکس کسپیتوسا (نام علمی: Carex cespitosa) نام یک گونه از سرده جگن است.